# Babo Jan
Mirmon Halima, también conocida como Babo Jan o Bobo Jan ( fl. 1880), fue una consorte real afgana casada con Abdur Rahman Khan (r. 1880-1901).

## Biografía
El padre de Babo Jan fue Amir Dost Mohammed Khan, el confidente y consejero de Abdur Rahman Khan.Babo Jan se convirtió en una de las muchas esposas del rey Abdur Rahman Khan, era costumbre del monarca tener cuatro esposas oficiales y un gran número de esposas no oficiales así como esclavas concubinas en el harén del complejo del Palacio Real en Kabul. Sin embargo, Babo Jan era la esposa favorita y llegó a influir en Abdur Rahman Khany en los asuntos de estado. Actuó como su asesora y le representó en misiones diplomáticas como mediadora durante los conflictos entre clanes y tribus, y como tal realizó viajes por Afganistán con su permiso para realizar tales tareas. Actuar como mediadora de esta manera era aceptable para una mujer, tuvo como predecesora a Zarghona Anaa un siglo antes, esto atestigua la gran confianza que depositó su esposo en ella. Según se informa, pudo montar a caballo, algo que no se da en una mujer en este momento y lugar, y entrenó a sus sirvientas esclavizadas en defensa personal militar.
Babo Jan fue descrita como sabia y patriótica conocida además por escribir poesía, que era común para las mujeres reales y aristocráticas del harén.